# Griswold v. Connecticut
Griswold v. Connecticut is een mijlpaalarrest uit 1965 waarin het Amerikaanse Hooggerechtshof het verbieden van voorbehoedsmiddelen ongrondwettig verklaarde ten aanzien van getrouwde koppels. Meer bepaald oordeelde het hof dat het gebruik van anticonceptiva door getrouwde koppels werd beschermd door het recht op privacy en vernietigde het daarom een strafwet van de staat Connecticut uit 1873 die daartegen inging. Het was de eerste keer dat dit recht werd erkend door het Hooggerechtshof, zij het nog als "maritaal recht op privacy". Niet lang daarna zou het uitbreiding krijgen voor ongehuwde volwassenen (Eisenstadt v. Baird, 1972) en voor abortus (Roe v. Wade, 1973).

## Geschiedenis
Een zogenaamde Comstock-wet verbood in Connecticut elk gebruik van medicijnen of instrumenten die bevruchting beletten. Eerdere pogingen om deze wet strijdig met de grondwet te laten verklaren, waren mislukt. In Tileston v. Ullman (1943) had het Hooggerechtshof het verzoek onontvankelijk verklaard omdat de verzoekende arts niet namens een patiënt kon optreden. In Poe v. Ullman (1961) was een gezamenlijk verzoek van een arts en een patiënt afgewezen omdat er van werkelijke vervolging geen sprake was. Dat was wel het geval toen de autoriteiten van Connecticut in 1963 optraden tegen een kliniek voor gezinsplanning in New Haven, waar anticonceptiepillen werden verstrekt. Estelle Griswold, hoofd van de lokale Planned Parenthood League, en professor C. Lee Buxton, werden aangehouden en veroordeeld tot geldboetes. Zij waren de eisers die het arrest van het Hooggerechtshof afdwongen.
In zijn instemmende opinie bij Dobbs v. Jackson Women's Health Organization, het arrest dat in 2022 anti-abortuswetten weer mogelijk maakte, stelde rechter Clarence Thomas expliciet Griswold v. Connecticut ter discussie. Hij schreef dat het Hof de plicht had de "fout" van dat precedent recht te zetten.

## Voetnoten
1. ↑  The Supreme Court has overturned Roe v. Wade. The Verge (24 juni 2022). Gearchiveerd op 24 juni 2022.